# 에드문트 란다우
에드문트 게오르크 헤르만 란다우(독일어: Edmund Georg Hermann Landau IPA: [ˈɛtmʊnt ˈɡeːɔʁk ˈhɛʁman ˈlandaʊ̯], 1877년 2월 14일 ~ 1938년 2월 19일)는 독일의 수학자이다. 정수론과 복소해석학에 공헌하였다.

## 생애
에드문트 게오르크 헤르만 란다우는 1877년 2월 14일에 베를린의 유대인 가정에서 태어났다. 아버지 레오폴트 란다우(영어: Leopold Landau)는 산부인과 의사였으며 어머니는 요하나 야코비(독일어: Johanna Jacoby)로, 당시 기준으로는 매우 유복한 가정 환경이었다.
란다우는 베를린 훔볼트 대학교에서 수학을 전공하여 1899년에 박사 학위를, 1901년에 하빌리타치온을 수여받았다. 1899년에서 1909년까지 란다우는 베를린 훔볼트 대학교에서 강의하였으며, 1905년에 파울 에를리히의 딸인 마리아네 에를리히(독일어: Marianne Erlich)와 결혼하였다. 이후 란다우는 1909년에 괴팅겐 대학교 교수가 되었다.
1920년대에 란다우는 예루살렘 히브리 대학교의 수학 연구소의 설립에 참여하였다. 란다우는 히브리어를 공부하였으며, 란다우의 가족은 1927년에 당시 영국 위임통치령 팔레스타인에 속했던 예루살렘으로 이민하였다. 그러나 당시 예루살렘의 척박한 환경과 예루살렘 히브리 대학교의 정치적 갈등으로 인하여 란다우는 다시 괴팅겐으로 돌아왔다.
1933년, 나치 당이 독일에 집권하였으며, 란다우를 포함한 모든 유대인 교수가 강제 해임당하게 되었다. 1934년에 란다우는 베를린으로 이사하였으며, 1938년에 자연사하였다.

## 저서
- Grundlagen der Analysis (해석학의 기초)
- Einführung in die Differential- und Integralrechnung (미적분학 개론)

## 같이 보기
- 란다우 문제
- 점근 표기법
- 란다우-라마누잔 상수
- 디리클레 에타 함수

## 참고 문헌
- Hardy, G. H.; Heilbronn, Hans (1938). “Edmund Landau”. 《Journal of the London Mathematical Society》 (영어) 13 (4): 302–310. doi:10.1112/jlms/s1-13.4.302.